# Russell Schweickart
Russell Louis "Rusty" Schweickart (Neptune Township, 25 de outubro de 1935) é um ex-astronauta norte-americano, formado em Aeronáutica e Astronáutica pelo Instituto de Tecnologia de Massachussets e integrante da equipe da NASA na década de 1960 e década de 1970.

## NASA
'Rusty' Schweickart tornou-se um astronauta em 1963, e foi ao espaço a bordo da Apollo 9, em março de 1969, como piloto do Módulo Lunar, na primeira missão Apollo que testou o módulo em órbita da Terra. Nesta ocasião, o ML foi desacoplado da nave Apollo e pilotado por “Rusty” fez vários testes de manobra, acoplagem e desacoplagem, em preparação para seu uso futuro nas alunissagens feitas a partir da Apollo 11. Schweickart também realizouum passeio fora da nave, testando o sistema portátil de sobrevivência — macacão pressurizado e mochila de oxigênio — que seria usado pelos astronautas na superfície da Lua.
Durante a missão, 'Rusty' foi atacado pela chamada "doença do espaço" desde o primeiro dia em órbita, o que forçou o adiamento de sua EVA (atividade extraveicular); com a melhora nos últimos dias, ele pode finalmente testar o sistema de sobrevivência no vácuo, de pé no Módulo Lunar despressurizado e aberto, fazendo uma tocante descrição para Houston das imagens do planeta que via abaixo de si.
Após este voo, ele dedicou seu tempo ao estudo das doenças do espaço, numa tentativa de entender o que lhe havia acometido e prevenir do mesmo mal os futuros astronautas. O tempo que passou dedicado a estas pesquisas, fez com que perdesse a chance de participar das missões Apollo seguintes que pousaram na Lua. Em vez disso, ele apenas atuou como comandante reserva da primeira missão Skylab, acontecida em 1973, após o encerramento do Programa Apollo.

## Pós-NASA

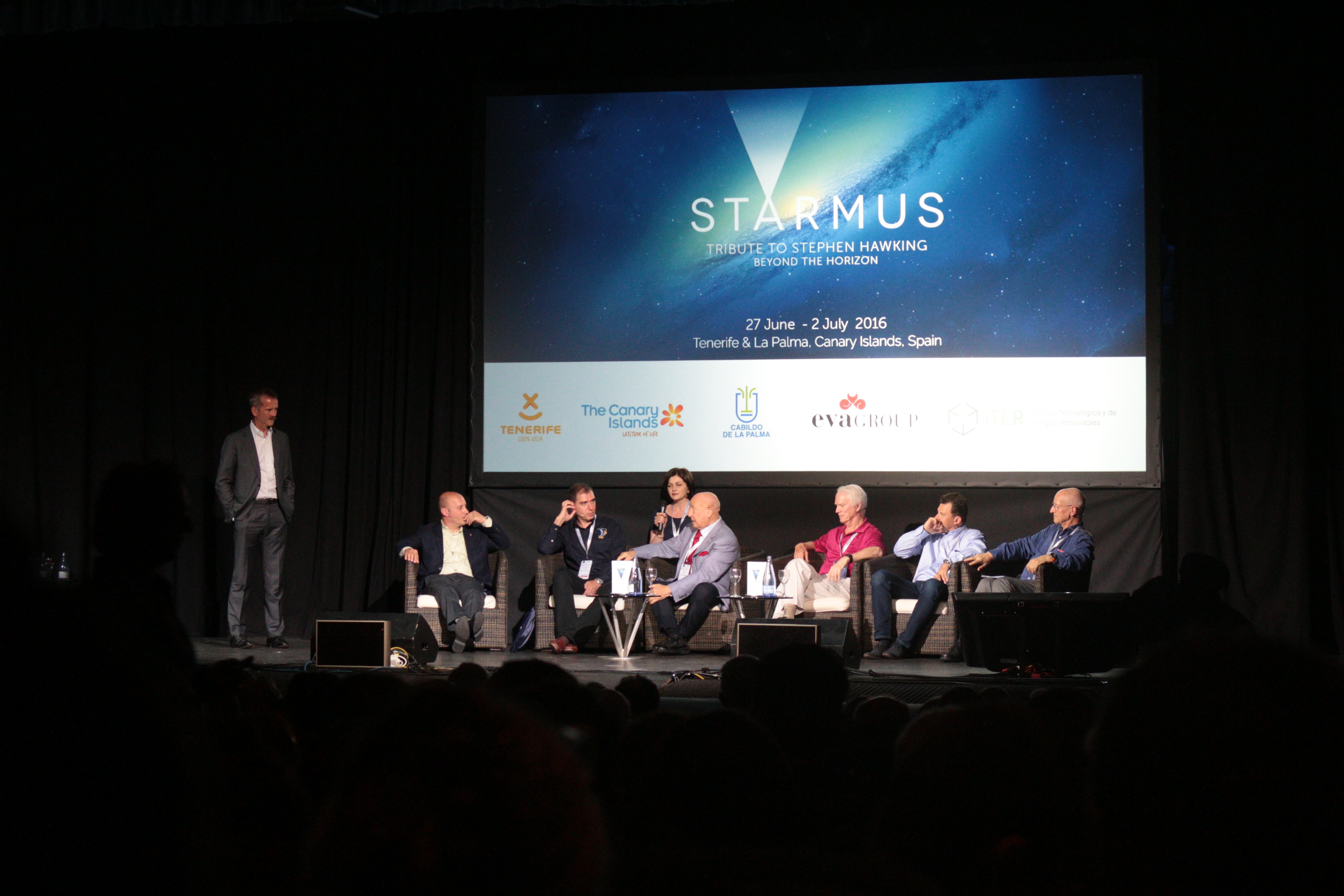
⠀⠀⠀⠀⠀⠀

Depois de sua saída da NASA, Russell dedicou-se a uma fundação especializada no estudo e prevenção de impactos de asteroides na Terra, a Fundação B612. Em 2005, em audiência perante o Congresso dos Estados Unidos, Schweickart pediu aos parlamentares que fosse dada alta prioridade à liberação de recursos destinados à criação de uma missão de uma sonda não-tripulada, capaz de colocar um transmissor de rádio no asteroide 99942 Apophis, para monitorar de perto e com constância os ângulos de sua órbita, já que cálculos feitos por astrônomos de diversas partes do mundo apontam para a possibilidade de 1/6000 de que este corpo celeste se choque com a Terra durante o século XXI.